# Prix Goya du meilleur film européen
Le prix Goya du meilleur film européen (Premio Goya a la mejor película europea) est une récompense décernée depuis 1993 par l'Academia de las artes y las ciencias cinematográficas de España au cours de la cérémonie annuelle des Goyas.

## Palmarès

### Années 1990
- 1993 : Indochine de Régis Wargnier •  France
- 1994 : Trois Couleurs : Bleu de Krzysztof Kieślowski •  Pologne
- 1995 : The Snapper de Stephen Frears •  Royaume-Uni
- 1996 : Lamerica de Gianni Amelio •  Italie
- 1997 : Secrets et Mensonges de Mike Leigh •  Royaume-Uni
- 1998 : The Full Monty - Le Grand Jeu de Peter Cattaneo •  États-Unis  Royaume-Uni
- 1999 : The Boxer de Jim Sheridan •  Irlande

### Années 2000
- 2000 : La vie est belle  Italie
  - Le Dîner de cons  France
- 2001 : Dancer in the Dark  Danemark
- 2002 : Le Fabuleux Destin d'Amélie Poulain  France
- 2003 : Le Pianiste  Pologne
- 2004 : Good Bye, Lenin!  Allemagne
- 2005 : Head-On de Fatih Akın  Allemagne
- 2006 : Match Point  Royaume-Uni  États-Unis  Luxembourg
  - Les Choristes  France  Suisse  Allemagne
- 2007 : The Queen  Royaume-Uni
- 2009 : Quatre mois, trois semaines et deux jours  Roumanie

### Années 2010
- 2010 : Slumdog Millionaire de Danny Boyle  Royaume-Uni
  - Entre les murs •  France
  - Bienvenue chez les Ch'tis •  France
- 2011 : Le Discours d'un roi de Tom Hooper  Royaume-Uni
  - Un prophète •  France  Italie
- 2012 : The Artist de Michel Hazanavicius  France
- 2013 : Intouchables de Olivier Nakache et Éric Toledano  France
- 2014 : Amour de Michael Haneke  Autriche
- 2015 : Ida de Paweł Pawlikowski  Pologne
- 2016 : Mustang de Deniz Gamze Ergüven  France
- 2017 : Elle de Paul Verhoeven  France
- 2018 : The Square de Ruben Östlund  Suède
- 2019 : Cold War (Zimna wojna) de Paweł Pawlikowski  Pologne

### Années 2020
- 2020 :  Les Misérables de Ladj Ly  France
- 2021 : The Father de Florian Zeller  Royaume-Uni
- 2022 : Drunk de Thomas Vinterberg  Danemark
- 2023 : Julie (en 12 chapitres) de Joachim Trier  Norvège
- 2024 : Anatomie d'une chute de Justine Triet  France
- 2025 : Emilia Pérez de Jacques Audiard  France